# Bento da França Pinto de Oliveira
Bento da França Pinto de Oliveira (Porto, 30 de dezembro de 1833 - Aveiro, 21 de outubro de 1889) foi militar e governador colonial português.

## Vida
Bento nasceu em 30 de dezembro de 1833 no Porto e era filho de Bento da França Pinto de Oliveira e Maria José de Tovar e Costa e irmão de Luís, Salvador, Maria Rita, Henrique e Isabel. Desposou Maria Bernardina da Gama Lobo Salema de Saldanha e Sousa e eles geraram sete filhos: Maria José de Oliveira Pinto da França, António da França Pinto de Oliveira, Henrique de Oliveira Pinto da França, Maria Bernardina de Oliveira Pinto da França e Maria Rita de Oliveira Pinto da França. Bento era coronel de cavalaria. Em 1855, por decreto real, tornar-se-ia alferes em Moçambique, posição que ocupou até 1858, quando em novo decreto foi feito alferes do Cabo Verde. Em 1882, foi nomeado Governador de Timor, mas como ocorrido com os dois ocupantes anteriores, se desentendeu com o governador de Macau e pediu exoneração em 1883. Em seguida foi comandante do Regimento de Cavalaria N.° 9 (alojado em Aveiro, Portugal). Faleceu em Aveiro em 21 de outubro de 1889.